# Heterostraci
Gli eterostraci (Heterostraci) sono una classe o sottoclasse di vertebrati acquatici, conosciuti solo allo stato fossile. Vissero tra il Siluriano inferiore e il Devoniano superiore (tra 430 e 370 milioni di anni fa).

## Un grande gruppo
Generalmente, questi animali possedevano un corpo fusiforme racchiuso in una solida armatura, e una coda a forma di ventaglio. Alcuni generi, comunque, possedevano un corpo molto più depresso e largo. Gli eterostraci fanno parte della superclasse (o classe) degli pteraspidomorfi, che comprende anche le forme più antiche di "pesci corazzati". Alcuni libri di testo includono ancora questi gruppi (Astraspida, Eriptychiida e Arandaspida) negli eterostraci, ma questi ultimi differivano dai gruppi precedenti in quanto possedevano una sola apertura branchiale su ogni lato del corpo.

## "Pesci corazzati" di fondale
Gli eterostraci sono rappresentati da quasi trecento specie, rinvenute in Europa, Nordamerica e Siberia. Probabilmente la maggior parte di questi animali si nutriva di particelle di cibo che trovava sui fondali marini, assumendole tramite l'apertura boccale immobile e priva di mascelle. Erano cattivi nuotatori e con ogni probabilità erano abitatori dei fondali. È stato suggerito che le loro aperture branchiali posizionate posteriormente potessero servire come propulsori. Anche se molti eterostraci erano piccoli (da 5 a 30 centimetri in lunghezza), alcuni di essi divennero piuttosto grandi: gli psammosteidi raggiungevano il metro e mezzo di lunghezza.

## Caratteristiche
Una caratteristica degli eterostraci è la presenza di una sola apertura branchiale per ogni lato del corpo. Lo scudo cefalico di questi animali comprende grandi placche ventrali e dorsali, e un numero variabile di placche separate, laterali e intorno alla bocca, chiamate tesserae. In alcuni taxa (Pteraspidiformes, Traquairaspidiformes) lo scudo dorsale è composto da varie placche (orbitale, pineale, rostrale) ma vi è sempre un grande "disco" mediano sul dorso.
Gli eterostraci non possedevano un endoscheletro calcificato, e quindi la loro anatomia interna è conosciuta solo per le impronte degli organi sulla superficie interna della corazza. Si possono tracciare le impronte di cervello, branchie, occhi, organi olfattivi appaiati e due distinti canali semicircolari. Anche se appaiati, gli organi olfattivi sembrano aprirsi ventralmente in un unico grande dotto inalate, come nelle odierne missine.

## Classificazione
Oltre a forme primitive come i Traquairaspidiformes e i Tolypelepida, gli eterostraci sono rappresentati principalmente da due grandi gruppi, gli Pteraspidiformes (dal Siluriano superiore al Devoniano superiore) e i Cyathaspidiformes (dal Siluriano al Devoniano inferiore).

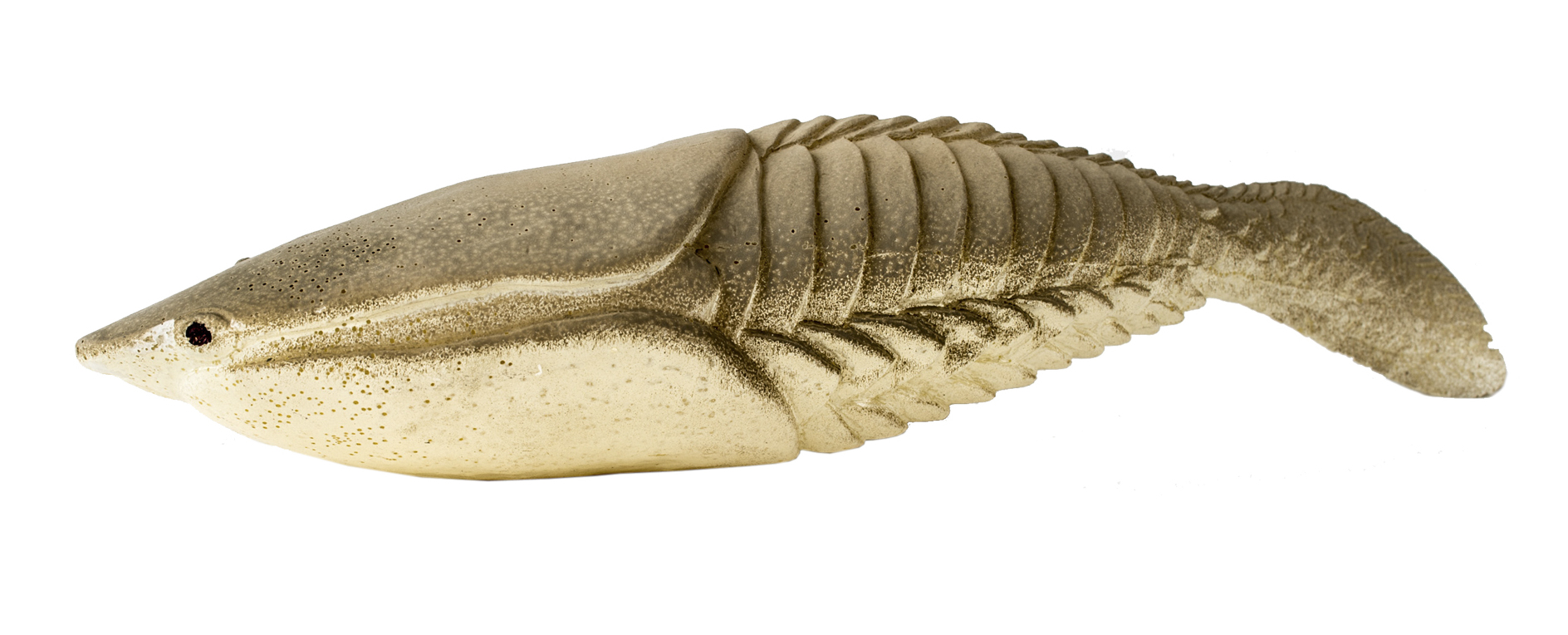
Ricostruzione di un ciataspidide

I ciataspidiformi (ad esempio Anglaspis) sono caratterizzati da barre di dentina parallele e finemente crenulate, che andavano a formare le placche dermiche. Alcuni ciataspidiformi, noti come anfiaspidi (Amphiaspida) e caratteristici esclusivamente della Siberia, mostrano un notevole adattamento a un habitat bentonico: le placche dell'armatura sono interamente fuse, a formare uno scudo di un unico pezzo, mentre vicino agli occhi vi sono due piccole aperture, forse utili come spiracoli. Alcuni anfiaspidi svilupparono specializzazioni ulteriori per la vita di fondale: Eglonaspis, ad esempio, era cieco e possedeva una bocca "a tubo" per aspirare particelle.
Gli pteraspidiformi (come Pteraspis) invece sono caratterizzati da anelli concentrici di dentina con margini seghettati. Di solito possiedono una placca dermica a forma di spina, e il loro scudo dorsale consiste in cinque placche separate (il "disco", due orbitali, una pineale e una rostrale). Possiedono inoltre placche cornuali e branchiali separate. Alcune forme (come Drepanaspis) svilupparono una forma del corpo appiattita, come specializzazione estrema per la vita sul fondale. Gli pteraspidiformi e i ciataspidiformi sono ritenuti essere due gruppi fratelli, mentre si pensa che gli altri gruppi minori (che comprendono oltre alle forme citate precedentemente anche Lepidaspis, Tesseraspis e i Cardipeltida) siano eterostraci più primitivi.